# Howard Benson

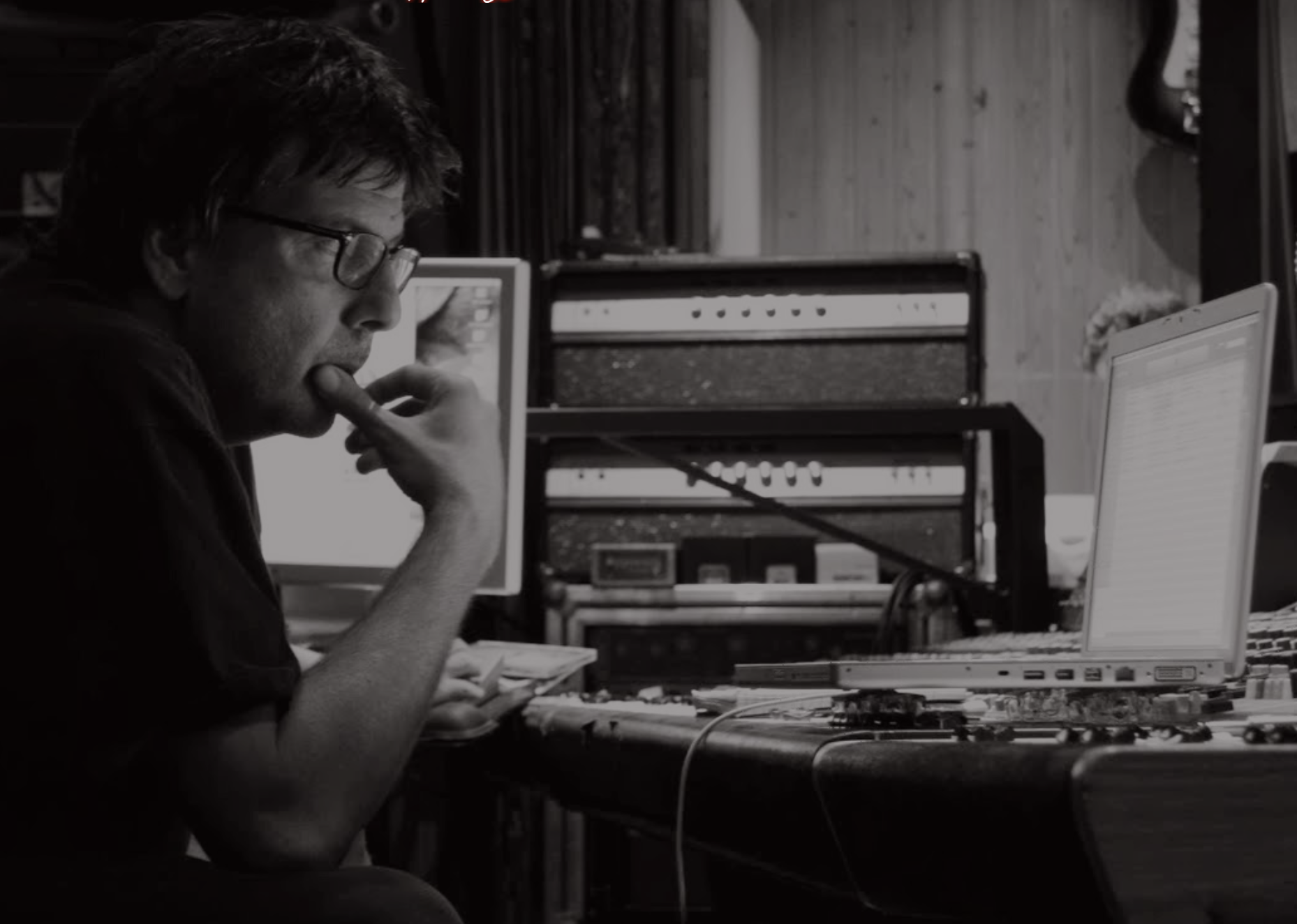
Howard Benson, 2017

Howard Benson (* 1956 in Havertown, Pennsylvania) ist ein amerikanischer Musikproduzent und Multiinstrumentalist. Benson wurde in den Jahren 2007 und 2008 für den Producer of the Year Grammy Award nominiert.

## Ausbildung
Benson begann im Alter von 13 Jahren mit dem Spielen des Keyboards. Er besuchte die Drexel University und studierte dort Raumfahrttechnik. Während seiner Zeit an der Drexel nahm er eine einjährige Auszeit und studierte Komposition an dem Philadelphia College for Performing Arts. Nach seinem Abschluss zog Benson nach Los Angeles und arbeitete dort für Garret AiResearch.

## Karriere
Bensons erste Arbeiten als Produzent waren zwei Alben für die amerikanische Punk-Pand T.S.O.L. (Revenge (1986) und Hit and Run (1987)). 1989 produzierte er mit Bang Tango's Psycho Café das erste Album für ein Major-Label. 1999 produzierte er das Album The Fundamental Elements of Southtown der Band Payable on Death (P.O.D.), welches den Platin-Status erreichte. In den darauffolgenden Jahren arbeitete Benson unter anderem für Künstler wie Crazy Town, My Chemical Romance, The All-American Rejects, Hoobastank, Flyleaf, Daughtry, Theory of a Deadman, Skillet, Santana, Adam Lambert, Kelly Clarkson und Caleb Johnson.
Mittlerweile ist Benson ausschließlich für die West Valley Recording Studios in Woodland Hills tätig.

## Auszeichnungen

### Grammy Awards
| Jahr | Nominierter/Werk                          | Auszeichnung                                     | Ergebnis  |
| ---- | ----------------------------------------- | ------------------------------------------------ | --------- |
| 2007 | Howard Benson                             | Grammy Award Producer of the Year, Non-Classical | Nominiert |
| 2008 | Howard Benson                             | Grammy Award Producer of the Year, Non-Classical | Nominiert |
| 2013 | Stronger [Album \| Kelly Clarkson         | Grammy Award Best Pop Vocal Album                | Gewonnen  |
| 2013 | Love Bites (So Do I) [Single \| Halestorm | Grammy Award Best Hard Rock/Metal Performance    | Gewonnen  |

### GMA Dove Awards
| Jahr | Nominierter/Werk                | Auszeichnung                       | Ergebnis  |
| ---- | ------------------------------- | ---------------------------------- | --------- |
| 2009 | Revelation [Album \| Third Day  | Pop/Contemporary Album of the Year | Gewonnen  |
| 2010 | Awake [Album \| Skillet         | Rock Album of the Year             | Nominiert |
| 2011 | Memento Mori [Album \| Flyleaf  | Rock Album of the Year             | Nominiert |
| 2013 | New Horizons [Album \| Flyleaf  | Rock Album of the Year             | Nominiert |
| 2013 | Release the Panic [Album \| Red | Rock Album of the Year             | Gewonnen  |